# Решетилов Володимир Іванович
Володимир Іванович Решетилов (28 березня 1937, місто Дніпропетровськ, тепер Дніпро — 13 липня 1992, місто Москва) — радянський державний діяч, міністр будівництва СРСР, міністр будівництва в північних і західних районах СРСР. Кандидат у члени ЦК КПРС у 1986—1990 роках. Депутат Верховної Ради СРСР 11-го скликання.

## Життєпис
Народився в родині робітника.
У 1959 році закінчив Дніпропетровський інженерно-будівельний інститут, здобув фах інженера-будівельника.
У 1959—1962 роках — виконавець робіт (виконроб), майстер, старший інженер-економіст будівельного управління тресту «Південьуралважбуд» міста Орська Оренбурзької області.
У 1962—1965 роках — викладач, заступник директора Ново-Троїцького будівельного технікуму Оренбурзької області.
Член КПРС з 1963 року.
У 1965—1966 роках — начальник будівельного управління тресту «Новотроїцькметалургбуд» Оренбурзької області.
У 1966—1968 роках — головний інженер, начальник будівельного управління «Міськбуд» міста Дніпропетровська.
У 1968—1973 роках — заступник керуючого, головний інженер, керуючий тресту «Дніпропетровськпромбуд».
У 1973—1977 роках — 1-й заступник голови виконавчого комітету Дніпропетровської міської ради депутатів трудящих.
У 1977—1980 роках — головний інженер, начальник комбінату «Дніпрометалургбуд» міста Дніпропетровська.
У 1980—1981 роках — заступник, у 1981—1983 роках — 1-й заступник міністра будівництва підприємств важкої індустрії Української РСР.
У 1983 — січні 1986 року — заступник міністра будівництва підприємств важкої індустрії СРСР.
24 січня — 19 серпня 1986 року — міністр будівництва СРСР.
2 вересня 1986 — 27 червня 1989 року — міністр будівництва в північних і західних районах СРСР.
У липні 1989 — червні 1990 року — міністр будівництва в північних і західних районах Російської РРСР.
У 1990 — липні 1992 року — президент концерну «Роспівнічзахбуд».
Помер 13 липня 1992 року. Похований у Москві на Троєкурівському цвинтарі.

## Нагороди і звання
- орден Жовтневої Революції
- два ордени Трудового Червоного Прапора
- медалі